# Praia da Volta do Rio
Volta do Rio é uma praia brasileira, localizada no município de Acaraú, Ceará, na divisa com Itarema.
Distante em torno de 250 km de Fortaleza, Volta do Rio tem uma comunidade que vive da pesca artesanal. 
Nessa praia localiza-se também um dos maiores parques eólicos do Brasil, onde 28 aerogeradores funcionam ao longo de todo o ano. O parque eólico da localidade pertence a empresa internacional IMPSA.